# Mościska (Mielec)
Mościska – dawniej samodzielna wieś, od 1985 część Mielca. Leży na północny wschód od centrum miasta w okolicy ulicy Pogodnej.

## Historia
Wzmiankowana w 1519, jej nazwa pochodzi prawdopodobnie od słowa most, ponieważ na bagnistych terenach ze stawami były dawniej kładki.
Od 1934 w nowo utworzonej zbiorowej gminie Tuszów Narodowy w powiecie mieleckim, w woјewództwie krakowskim.
Po II wojnie światowej figurowała jako samodzielna gromada w obrębie gminy Tuszów Narodowy w powiecie mieleckim, w nowo utworzonym województwie rzeszowskim.
Jesienią 1954 zniesiono gminy, tworząc gromady. Mościska weszły w skład nowo utworzonej gromady Cyranka, gdzie przetrwały do końca 1972 roku, czyli do kolejnej reformy podziału terytorialnego.
Od 1 stycznia 1973 w gminie Mielec. Wtedy też część Mościsk włączono do Mielca.
1 czerwca 1975 w małym województwie rzeszowskim.
1 stycznia 1985 pozostałą część Mościsk (185 ha) włączono do Mielca.